# Pachybrachis bivittatus
Espèce
Pachybrachis bivittatus est une petite espèce d'insectes coléoptères de la famille des Chrysomelidae, originaire de l'Amérique du Nord, qui vit notamment dans les champs et près des lisières des boisés. Il peut atteindre approximativement 5 mm de long.

## Description
Sa livrée est beige, à macules rouges et noires variables. Sa tête est large, le front maculé rouge foncé ou noirâtre. Ses yeux sont rouge foncé et cerclés d'une bande beige jaunâtre. Ses antennes noires comptent au moins 11 petits articles. Son pronotum est imposant, atteignent le quart de la longueur du corps. Il est conique, le limbe postérieur triangulaire et à l'apex arrondi. Ses élytres forment un rectangle à peine plus long que large. Ils sont de couleur beige, le centre finement ponctué noir, et ornés de 4 larges bandes noires, les 2 bandes près du limbe latéral étant souvent scindées. Ses pattes sont brun orangeâtre, aux tarses noirâtres.

## Alimentation
Il se nourrit surtout du genre Salix (saules).

## Galerie

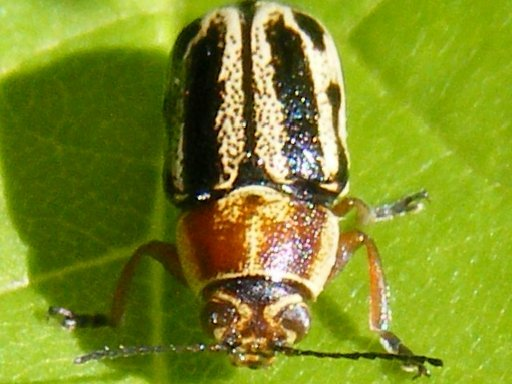
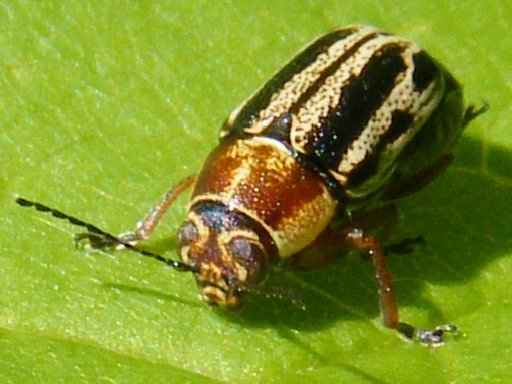
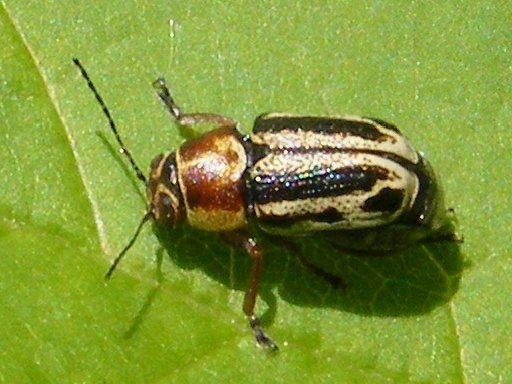